# Pi (slovo)
Pi (grčki neutralni rod: Πι; veliko slovo Π, malo slovo π) je 16. slovo grčkog alfabeta i ima brojčanu vrijednost od 80.

## Poreklo
Slovo pe iz feničkog pisma je izvor grčkog slova pi:
| Protosemitsko P | Feničko pe | Ranogrčko pi | Grčko pi |
| Protosemitsko P | Feničko pe | Ranogrčko pi | Grčko pi |

## Literatura
1. ↑  „Pi (letter) - Definition”. Архивирано из оригинала 13. 11. 2010. г.